# عنکبوت‌های کرانه‌ای
عنکبوت‌های کرانه‌ای (نام علمی: Anyphaenidae) نام یک تیره از infraorder تارتنک‌ریختان است.